# Кипарски пашалук
Кипарски ејалет (турски: ایالت قبرص, Eyālet-i Qibriṣ). је била провинција Османског царства формирана 1571. године након заузећа Кипра у Млетачко-турском рату (1570—1573) Од 1660. до 1703. године Кипар је у саставу Ејалета Архипелага и поново од 1784. године. На Берлинском конгресу 1878. године, турски султан је Кипар предао Британији у замену за њихову подршку у преговорима са Русијом.

## Османско освајање Кипра
Године 1489. краљица Катарина Корнаро продаје Кипар Млечанима. У периоду од 1489. до 1570. године Кипар се налази под влашћу Млечана. Већ 1489. године, Турци нападају Кипар у склопу Млетачко-турског рата. Приликом напада су многи градови опљачкани, а становништво продато у робље. Године 1539. Турска поново води рат са Млетачком те напада Кипар и пљачка Лимасол. Млечани су због честих турских упада утврдили Фамагусту, Никозију и Керинеју. Остали градови били су лак плен.
Нови Млетачко-турски рат избија 1570. године, а у историографији је познат и као „Кипарски рат“. Турци су покренули 60.000 војника, укључујући и артиљерију и коњицу, у освајање Кипра. Предводио их је Лала Мустафа-паша. Дана 2. јула 1570. године се Турци искрцавају код Лимасола и предузимају опсаду Никозије. Град је освојен 9. септембра. Убијено је 20.000 бранилаца, а све цркве и јавне установе су опљачкане. Поштеђене су жене и деца који су продати у робље. Неколико дана након пада Никозије, Керинеја се предаје без борбе. Значајнији отпор пружала је Фамагуста која је опседана од септембра 1570. до августа 1571. године. Падом Фамагусте Турци овладавају читавим острвом.
Два месеца касније, хришћанске снаге поразиле су Турке у бици код Лепанта. Победа је дошла прекасно да спасе Кипар. Он ће остати у турским рукама следећа три века.

## Османска власт од 16. до 19. века
Лала Мустафа-паша је постао први турски гувернер Кипра. Грчка популација на Кипру сада је добила нове господаре: Турке. Османлије су на Кипру образовали тимаре које су делили заслуженим војницима под условом да они и њихове породице остану да живе тамо. Ти војници постали су језгро турске заједнице на острву због чега је ова акција од далекосежне важности. Већина Турака остаће на острву и након успостављања британског протектората 1878. године. Током 1920-их година многи од њих се враћају у Турску. До 1970. године Турци су чинили 18% укупног становништва Кипра. Остатак су чинили Грци.
Османлије су успоставиле систем милета на Кипру. Систем милета ојачао је позицију православне цркве на острву. Постепено, кипарски надбискуп је постао не само верски него и етнички вођа. Грчка црква је тиме преузела задатак чувара грчког културног наслеђа. Многи становници Кипра прешли су у ислам како би избегли високе порезе. Многи од њих наставили су у тајности да исповедају хришћанску веру. Обично су називани Линобамбакима. Кипрани су очекивали помоћ од европских сила за ослобођење од турских власти. Између 1572. и 1668. на Кипру је подигнуто око 28 побуна против турске власти. Сви су завршени неуспехом. Године 1670. Кипар је престао да буде османски пашалук и стављен је под јурисдикцију Адмирала османске флоте. Године 1703. Кипар је под јурисдикцијом великог везира. Озбиљнији устанак подигнут је 1764. године након подизања висине пореза. Турци су угушили и овај устанак.

## Утицај Грчког рата за независност на Кипар
Многи кипарски Грци подржавали су Грчки рат за независност (1821—1829) што је довело до тешких одмазди турског султана. Устанак је имао великог утицаја на Кипар. Уз дозволу султана, турски гувернер Кучук Мехмета погубио је 486 кипарских Грка (9. јула 1821. године) оптужујући их за заверу са побуњеним Грцима. Убијена су четири бискупа, много свештеника и угледних грађана, а њихове одсечене главе постављене су на централни трг у Никозији. Надбискуп Кипријанос је обешен. Дана 15. октобра 1821. године турска руља убила је архиепископа, пет бискупа, тридесет шест свештеника и велики број кипарских Грка. До септембра 1822. године шездесет два кипарска села и засеока потпуно су нестали. Имовине цркава су пљачкане, а кипарски Грци су принуђени да сруше горње спратове својих кућа. Ова мера остала је на снази све до британске окупације острва.

## Британско освајање Кипра
Након прокопавања Суецког канала (1869. године) Британија је показала веће интересовање за Кипар. Турци су 1878. године поражени од стране Руса у Руско-турском рату. Руси су 3. марта следеће године диктирали одредбе мира (потписаног у Сан Стефану) којим су преправили границе Балкана у своју корист. На захтев осталих европских сила, мир је ревидиран на Берлинском конгресу. У замену за подршку, Велика Британија је од султана добила Кипар. Дана 9. јула 1878. године озваничена је тајна Кипарска конвенција од 4. јуна 1878. године.